# François Bidal d'Asfeld
Claude François Bidal (1665-1743) va ser marquès d'Asfeld i general francés nomenat mariscal de França el 1734.
D'Asfeld fou un destacat militar borbònic en la Guerra de Successió. Va participar de manera decisiva en la victòria borbònica del 25 d'abril de 1707 en la batalla d'Almansa i va dirigir el setge i assalt de Xàtiva. Després de la batalla, D'Asfeld s'havia dirigit amb una columna de 9.000 hòmens a la segona ciutat del Regne, on després d'assetjar-la des de principis de maig va reeixir a penetrar-hi el dia 24. La ciutat es va rendir el dia 6 de juny. D'Asfeld va perdre en total 500 hòmens i tenir molts ferits. Arran d'aquest entrebanc imprevist (atès que València s'havia rendit el dia 8 de maig sense resistència) es considera D'Asfeld un dels principals responsables de l'ordre de cremar Xàtiva. Participà també en el setge i assalt d'Alacant i va esdevenir comandant general de València en substitució de Berwick. Aquest càrrec el va exercir amb crueltat i de fet se li atribuïx la frase: «No hay en València suficientes árboles para colgar a todos los traidores». Més tard estigué també en l'atac a Tortosa, a Mallorca i en el setge de Barcelona. El 1734 va ser elegit per substituir Berwick, escapçat per una bala de canó, en el setge de Philippsbourg. El mateix any va ser nomenat mariscal de França.